# Edna Foa
Edna B Foa, född 1937 i Hadar Carmel, Haifa, är en israelisk professor i psykiatri vid University of Pennsylvania. Hon är också chef för Center for the Treatment and Study of Anxiety.
Foa är främst känd för att ha utvecklat en banbrytande traumaterapi, Prolonged exposure (PE) för att behandla PTSD och Komplex PTSD som anammat av bland annat den amerikanska armén. 2010 utsåg Time Magazine henne till en världens 100 mest inflytelserika personer.
Edna Foa har forskat i psykopatologi och behandling av ångeststörningar, främst tvångssyndrom (OCD), posttraumatisk stressyndrom (PTSD), och social fobi och är för närvarande en av världens ledande experter inom dessa områden. Hon gar gett ut över 350 artiklar och bokkapitel och därtill ett 20-tal böcker. Inför att DSM-IV togs fram var Foa ansvarig för den arbetsgrupp som tog fram kriterierna för PTSD.

## Utbildning
Edna Foa gick sin grundutbildning i psykologi och litteratur vid Bar Ilan University. År 1970 avlade hon doktorsexamen i psykologi och personlighet vid University of Missouri. År 1970 avlade hon master of arts i klinisk psykologi vid University of Illinois och 1972 postdoktoral examen vid Temple University Medical School.